# Fronteira Brasil–Uruguai

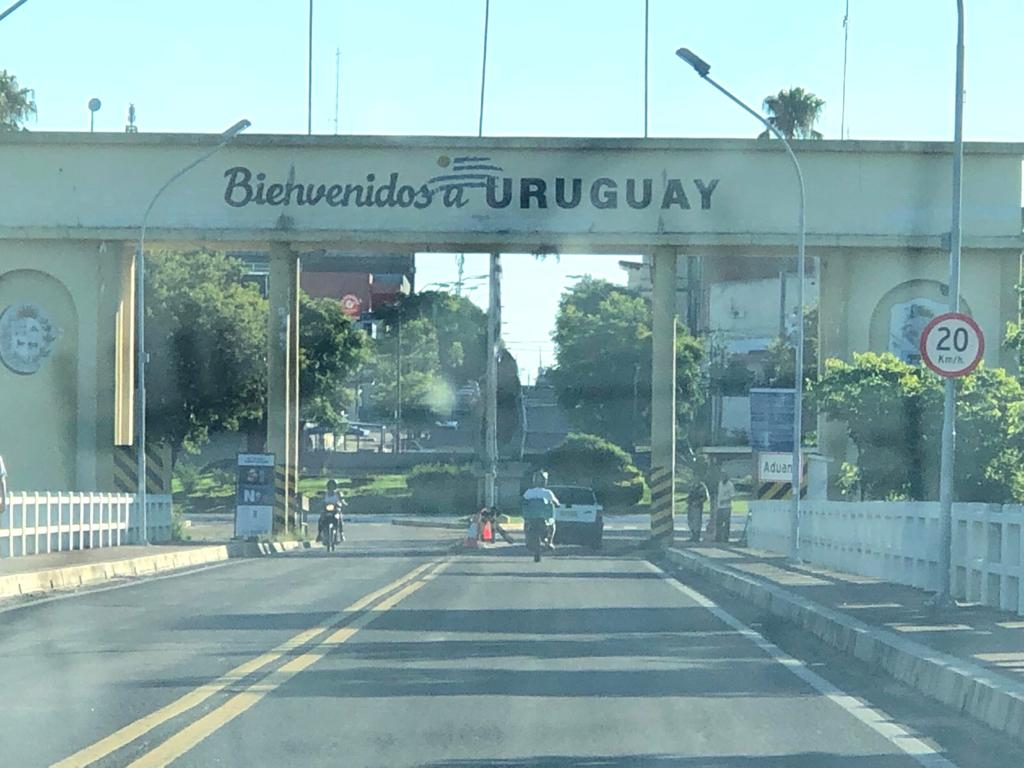
Ponte sobre o rio Quaraí - Fronteira Brasil (Quarai) - Uruguai (Artigas)

A fronteira entre a República Federativa do Brasil e a República Oriental do Uruguai se estende por 1.069 km desde a tríplice fronteira Brasil-Argentina-Uruguai a oeste até à foz do Arroio Chuí, ponto extremo Sul do Brasil. 
No trecho oeste a fronteira é marcada pelo Rio Quaraí, afluente do Rio Uruguai e pelas "Coxilhas de Santana". No trecho mais a leste, a fronteira é marcada pelo Rio Jaguarão, que deságua na Lagoa Mirim, e pela porção sul dessa lagoa até o Chuí.
Existem duas áreas em disputa na fronteira entre o Brasil e o Uruguai, sendo elas a Ilha Brasileira e o Rincão de Artigas (interflúvio entre o Rio Quaraí e o Arroio Invernada). As duas áreas são administradas pelo Brasil, mas reclamadas há décadas pelo Uruguai. Essas disputas territoriais são marcas da fronteira Brasil-Uruguai  e, apesar de históricas, não geraram disputas internacionais entre os países, que jamais submeteram a questão a litígio internacional.

## Cidades da fronteira
| Cidades fronteiriças com acesso a outras | Cidades fronteiriças com acesso a outras | Cidades fronteiriças com acesso a outras | Cidades fronteiriças com acesso a outras                                             |
| Brasil                                   | Uruguai                                  | População (juntas)                       | Notas                                                                                |
| ---------------------------------------- | ---------------------------------------- | ---------------------------------------- | ------------------------------------------------------------------------------------ |
| Santana do Livramento                    | Rivera                                   | 160.000                                  | Maiores cidades da fronteira em ambos os lados, cidades conurbadas                   |
| Quaraí                                   | Artigas                                  | 67.021                                   |                                                                                      |
| Jaguarão                                 | Rio Branco                               | 41.398                                   | Importante ligação comercial, cidades marcadas pelos free shops no lado riobranqueño |
| Barra do Quaraí                          | Bella Unión                              | 17.208                                   |                                                                                      |
| Chuí                                     | Chuy                                     | 16.320                                   | Cidades conurbadas, extremo sul do Brasil e extremo leste do Uruguai                 |
| Aceguá                                   | Aceguá                                   | 5.887                                    | Menores cidades da fronteira em ambos os lados                                       |

Nessa fronteira ficam cidades gaúchas tais como:
- Quaraí - ligada a Artigas (Uruguai) pela Ponte Internacional da Concórdia (750m) sobre o Rio Quaraí;
- Santana do Livramento  - ligada a Rivera (Uruguai) também separada apenas por uma via comum, a  Av. 33 Orientales, no lado uruguaio, e Av. João Pessoa, no lado brasileiro, como se fosse uma só avenida, e também pela comum Av. Paul Harris, que tem esse nome nos dois lados, na chamada "Fronteira da Paz" ou "La Mas Hermana de Todas Las Fronteras del Mundo".
- Jaguarão - ligada a Rio Branco (Uruguai) pela Ponte Internacional Mauá (340m) sobre o Rio Jaguarão;
- Chuí, separada da irmã uruguaia Chuy apenas por uma avenida comum a ambas cidades. Essa avenida tem o nome de Av. Brasil no lado uruguaio e Av. Uruguai no lado brasileiro;

## História
Desde 1815/16 o governo do Reino Unido de Portugal, Brasil e Algarves vinha procurando anexar essa região do atual Uruguai ao Brasil.[carece de fontes?] Isso veio a ocorrer em definitivo com a vitória portuguesa contra os uruguaios na Batalha de Tacuarembó em 1820.
A região foi denominada como Província da Cisplatina e fez parte por um breve período do então independente Império do Brasil até o início da Guerra da Cisplatina (1825-1828), em 1828 foi estabelecido O Tratado do Rio de Janeiro, que deu a independência a nação uruguaia e definiu a atual fronteira desde então.